# Alpha Island, Bermuda
Alpha Island är en ö i Bermuda (Storbritannien).   Den ligger i parishen Warwick, i den sydvästra delen av landet, 5 kilometer väster om huvudstaden Hamilton.